# 김선호 (2001년)
김선호(한국 한자: 金善鎬, 2001년 3월 29일 ~ )는 대한민국의 축구 선수로, 포지션은 좌측 풀백이다. 현재 경남 FC 소속이다.

## 축구인 경력
김선호는 유소년 시절 포항제철초등학교와 포항제철중학교를 거쳐 금호고등학교 축구부에 입단하였다. 포항 산하 유소년 팀 시절에는 2013년 전국초등리그 우승, 전국 화랑대기 우승을 일구었다. 광주광역시 금호고등학교로 진학한 이후, 2019년 전국고등학교축구대회 왕중왕전 우승과 K리그 주니어 챔피언십 우승으로 금호고의 단일 연도 전국대회 2연패 달성에 기여하였다.
K리그2 2020 시즌을 앞두고 대전 하나 시티즌과 계약을 체결하여 프로에 직행하였다.